# 瓦檐饰

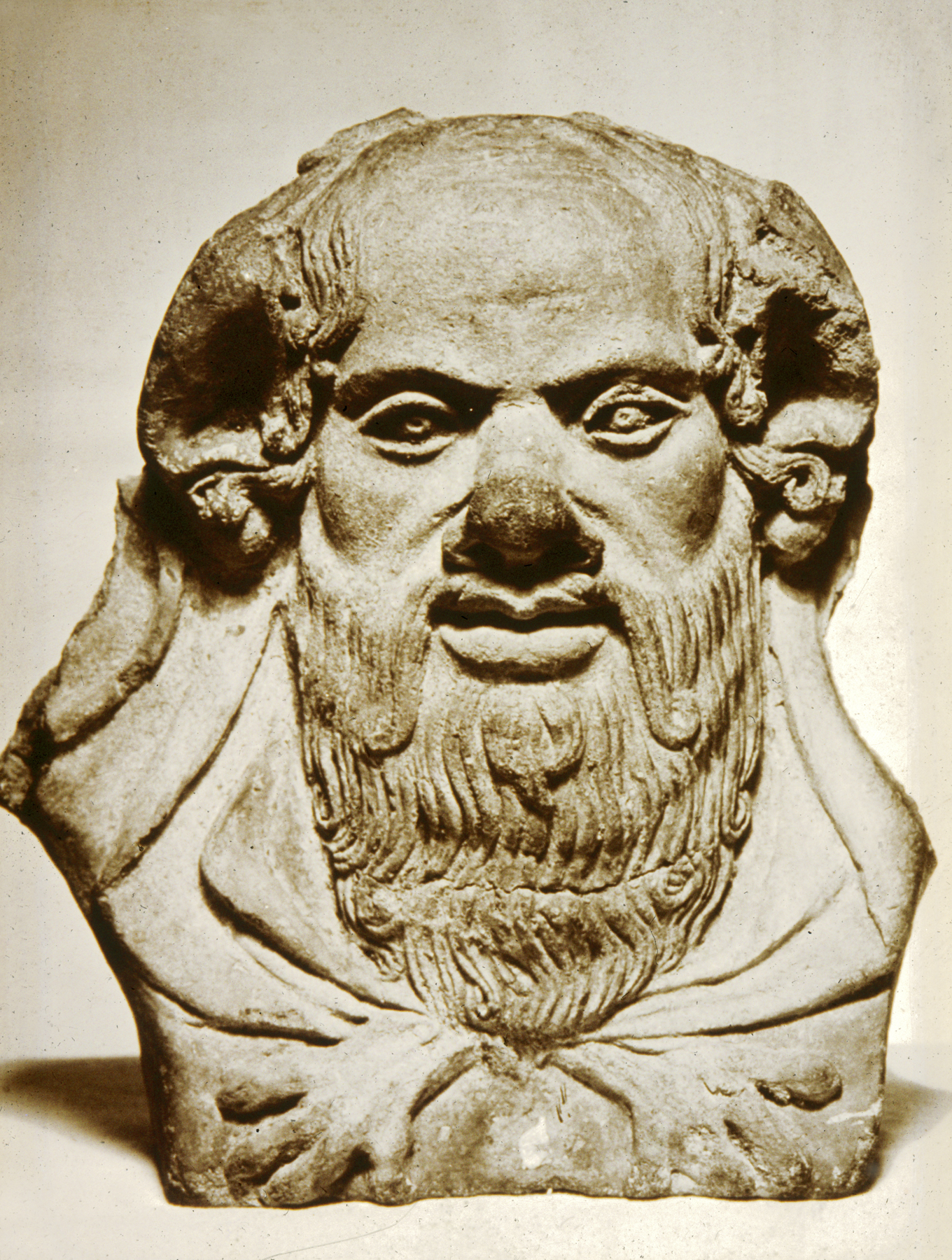
刻有西勒努斯像的伊特鲁里亚瓦檐饰

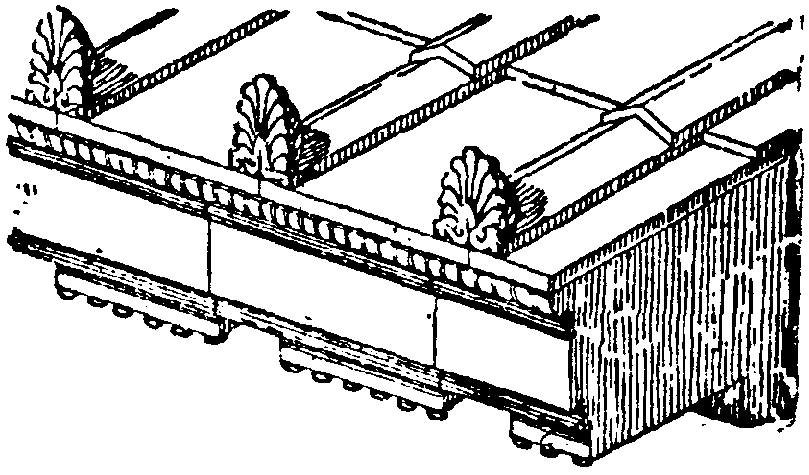
瓦檐饰位置图示

瓦檐饰（英語：antefix）是古典主义建筑中用于遮掩屋顶瓦檐口的直立装饰性构件。通常其上会雕刻有棕叶饰等装饰造型。其英文名称源于拉丁语的（动词形式为），指被固定在前端的事物。